# Огненный путь (фильм, 2012)
«Огненный путь» (хинди अग्निपथ, Agneepath) — индийский боевик режиссёра Карана Мальхотры, ремейк одноимённого фильма 1990 года. Главные роли исполнили Ритик Рошан, Приянка Чопра и Санджай Датт. Премьера состоялась 26 января 2012 года.

## Сюжет
Жители островной деревни Мандва очень уважают школьного учителя Динанатха Чаухана. Глава деревни, завидующий его популярности среди селян, призывает своего сына Канчу разрушить в их глазах этот образ. Канча также планирует создать наркокартель в Мандве, зная, что почва подходит для выращивания наркотика. Когда Канча просит жителей деревни предоставить ему свои земли под предлогом расширения соляной промышленности Мандвы, Динанатх отговаривает людей от этого. Тогда Канча решает избавиться от учителя и убивает школьницу, обвинив в этом Чаухана. При поддержке жителей деревни Канча затем убивает и его, повесив на дереве, на глазах сына учителя, юного Виджая Чаухана.
Виджай вместе с беременной матерью покидает деревню. Обездоленные, они находят убежище в районе Донгри, Мумбаи, но Виджай вынашивает намерения вернуться в родной город и убить Канчу. В Мумбаи мать Виджая рожает дочь Шикшу. Виджай, желая попасть в банду торговца людьми Рауфа Лалы, врага Канчи, зарабатывает благосклонность тем, что отказывается выступать в суде свидетелем преступления Лалы. Когда Виджай становится на путь насилия, убив коррумпированного полицейского, мать и младшая сестра уходят от него.
Повзрослев, Виджай становится доверенным лицом Рауфа Лалы. Виджая тайно опекает комиссар Гайтонда, пытающийся искоренить преступность в Мумбаи. Когда влияние Рауфа на наркобизнес в Мумбаи начинает падать, Канча решает усилить собственное влияние и отправляет для этого в Мумбаи своего помощника Шантарама. Тот, чтобы получить доступ во внутренние районы Мумбаи для контрабанды кокаина, подкупает министра внутренних дел штата Махараштра Боркара. Виджай ловит Боркара с поличным при попытке переправить кокаин из Мандвы в Мумбаи через его штаб-квартиру в Гоа. Боркар и Шантарам вынуждены отдать наркотик Лале.
Виджай получает в награду от Лалы территорию Донгри, а также завоёвывает его доверие, закрыв собой от выстрела его сына, Мазхара. Но это оказывается частью заговора Виджая и Шантарама с целью устранения Мазхара. Виджай убивается как Мазхара, так и Шантарама и приносит труп Мазхара Лале, которому из-за шока становится плохо, и он попадает в больницу. В это время Виджай захватывает империю Лалу и пресекает преступную деятельность. Канча связывается с ним и предлагает приехать в Мандву и заключить деловое соглашение. Но в деревне приспешники Канчи убивают товарищей Виджая, а самого его жестоко избивают. Виджай предлагает Канче наркобизнес в Мумбаи в обмен на Мандву. Хотя Канче такая сделка сначала кажется подозрительной, он соглашается при условии, что Гайтонда должен быть убит.
Тем временем в Мумбаи Лала восстанавливает здоровье и, узнав правду о смерти Мазхара, похищает Шикшу и пытается её продать. Канча сообщает об этом Виджаю, и тот убивает Лалу. Подручный говорит Канче, что узнал в Виджае сына учителя, но погибает от рук Виджая при покушении на Гайтонду. Виджай женится на своей возлюбленной Каали Гауде, но люди Канчи сразу же расстреливают её.
Мстя за смерть отца и жены, Виджай разрушает остров Мандва взрывами, но Канче почти удаётся убить его. Однако из последних сил Виджай вешает Канчу на том же дереве, на котором был повешен его отец. Умирая от ран на руках у матери и сестры, Виджай видит образы отца и юного себя, зовущих идти к ним.

## В ролях
- Ритик Рошан — Виджай Диданатх Чаухан, протагонист
- Приянка Чопра — Каали Гадве, жена Виджая
- Санджай Датт — Канча Чина, антагонист
- Риши Капур — Рауф Лала, антагонист
- Ом Пури — комиссар полции Гайтондне
- Зарина Вахаб — Сухасини, мать Виджая
- Четан Пандит — учитель Диданатх Чаухан, отец Виджая
- Сачин Кхедекар — господин Боркар, министр внутренних дел Махараштры
- Раджеш Тандон — Мазхар, сын Рауфа Лалы
- Девен Бходжани — Азхар Лала, психически больной сын Рауфа Лалы
- Раджеш Вивек — господин Бакши, инспектор полиции
- Каника Тивари — Шикша, младшая сестра Виджая
- Панкадж Трипатхи — Сурья
- Бриджендра Кала — Муним
- Ариш Бхивандивала — юный Виджай Чаухан
- Катрина Каиф — item-номер «Chikni Chameli»

## Производство
В интервью газеты The Times of India, Каран Джохар объяснил, что он вынашивал планы переснять «Огненный путь» с момента выхода фильма в 1990 году. Хотя фильм получал признание критиков на протяжении многих лет, его коммерческий провал опустошил его отца, продюсера Яша Джохара. Идея возможного ремейка материализовалась на съемках «Меня зовут Кхан», в котором Каран Малхотра был помощником режиссёра. Джохар рассказал ему о своем желании переснять оригинальный фильм и попросил его присоединиться. Джохар прокомментировал: «Я счастлив, снимая фильмы о любви, романтике и драме. Это то, что у меня получается лучше всего. Я не думаю, что у меня получится хороший боевик. Так что я не берусь за это».
Однако Джохар утверждал, что ремейк будет принадлежать к другой среде по сравнению с оригиналом. Он заявил: «Мы адаптируем фильм из оригинала, но наша версия будет новой версией, которая будет хорошо вписываться в сегодняшнее время. Мы действительно надеемся, что сможем отдать должное оригиналу и сделать ремейк захватывающим для сегодняшнего поколения».
В сюжетную линию оригинального фильма были внесены некоторые изменения, включая отсутствие некоторых персонажей и добавление новых. Персонажи Кришнана Айера, которого сыграл Митхун Чакраборти, и медсестра Мэри Мэтью в исполнении Мадхави были исключены, и в сценарий были добавлены новые персонажи, такие как Рауф Лала и Каали Гауде. Более того, характер Виджая Чаухана был изменён и отошёл от оригинала, который был вдохновлен ролью Аль Пачино в «Лицо со шрамом» (1983).
В то время как СМИ изначально предполагали, что Абхишек Баччан рассматривается как исполнитель роли Виджая Чаухана, режиссер Каран Малхотра обратился с предложением о роли к Ритику Рошану. Однако, тот скептически отнесся к роли, которую ранее играл Амитабх Баччан, и согласился сняться в фильме только после месяцев размышлений Готовясь к съемкам фильма, Рошан не искал вдохновения в его игре в оригинале, так как считал свою роль совершенно другой. Однако он столкнулся с рядом трудностей во время съемок. Он получил серьезную травму спины, которая причиняла ему сильную боль на протяжении всего графика съемок.
Актер Риши Капур впоследствии получил роль Рауфа Лала, Он никогда не играл отрицательного персонажа до этого, поначалу не решался подписать фильм. Впоследствии Капур настоял на пробном взгляде перед тем, как приступить к основной фотографии, чтобы он мог комфортно вписался в мусульманского персонажа Лалы, наносил кохл в его глазах и одет в традиционную курта-пижаму. Во время съемок в боевых сценах Капур несколько раз упал и получил ушибы, но продолжал снимать, за что его коллега по фильму Ритик Рошан похвалил за свой профессионализм.
На роль злодея Канчи был выбран Санджай Датт. По словам Малхотры, сценарий этого фильма требовал, чтобы злодей был сильнее героя, и из-за громоздкого тела Датта он считался идеальным для этой роли. Ради этой роли он побрил голову налысо. Кроме того, Датт тренировался в тренажерном зале дважды в день, чтобы набраться сил для роли.
На главную женскую роль претендовали Женелия Де Соуза, Приянка Чопра и Карина Капур. Однако к Чопра подошли раньше, чем к остальным, и она сразу же согласились сниматься в фильме. Ради роли, Чопра хотела посетить бордель, но Малхотра настоял на том, чтобы она этого не делала из-за соображений безопасности.
На второстепенные роли пригласили Зарину Вахаб, которая сыграла Сухасини Чаухан, мать Виджая. Изначально на эту роль претендовала Рохини Хаттангади. Однако Зарина Вахаб согласилась сниматься в фильме из-за её тесных отношений с продюсером. На роль Шикши Чаухан выбрали Канику Тивари среди 6500 девочек. Изначалаьно на роль танцовщицы для песни «Chikni Chameli» претендовала Карина Капур, но выбрали Катрину Каиф, для которой он стал первым сольным item-номером, в качестве приглашенной гостьи. Съёмки песни требовали от неё больших усилий, так как у неё на ногах были порезы и волдыри из-за длинного, растянутого графика
Основным местом съёмок был выбран остров Диу, который использовался как деревня Мандва. Джохару пришлось выполнить несколько формальностей, прежде чем можно было начать съёмку из-за деликатного характера территории. Режиссёр однако, не снимал в порту самого Мандва, поскольку он был «слишком загружен». Во время съемок фильма в Мумбаи в СМИ просочилась фотография Ритика Рошана, снимающего эпизод на фестивале Дахи Ханди. Обеспокоенный этим, Джохар усилил меры безопасности на съемочной площадке и запретил использование сотовых телефонов. Кроме того, Приянка Чопра столкнулась с трудностями при назначении дат для съёмок фильма, так как одновременно она снималась в «Барфи!».
По словам Малхотры, большинство трюков в фильме были сняты самими Рошаном и Даттом, а дублеры были использованы для съемок нескольких сцен. .Несколько несчастных случаев произошло во время съемок этого фильма. «Lehenga» Приянки Чопры загорелся во время съемок клипа на песню Gun Gun Guna. Ритик Рошан тоже обжег руки во время съемок той же сцены. Рошан также получил травму глаза во время съемок песни, когда некоторые молодые артисты бросили ему в глаза цвета «холи». В октябре он получил серьезную травму спины, поднимая мужчину весом 110 килограммов, что было частью тщательно продуманной последовательности действий. Стрельба была приостановлена на некоторое время после инцидента, пока Рошан лечился в больнице.
Хотя Рави К. Чандран был назначен оператором, он отказался от участия в фильме после съёмок определенных частей по неизвестным причинам. Позже его заменил Киран Деоханс. Сабу Сирил был нанят в качестве художника-постановщика для фильма вместе с командой из 200 человек. Он объяснил создание логова Канчи тем, что построил «хавели» структуру с тантрическими картинами на стенах, напоминающую старый форт, построенный португальцами (исторически оккупировавшими Диу). С другой стороны, дом Виджая представлял собой «маленькую вещь, похожую на мешок» на террасе «chawl», который был построен на открытой местности с сотней домов. Сирил добавил: «Мы хотели, чтобы дерево стояло на краю склона холма, торчащее из-за эрозии, с недостаточным количеством почвы. Мы сделали это баньяновое дерево из волокон, так как мы хотели, чтобы оно имело особый вид». Это дерево образует визуальную нить, изображающую зверства Канчи в фильме. Музыкальный клип на песню «Chikni Chameli» снимался в Film City, Мумбаи, где воссоздана вся декорация виллы Датта.

## Саундтрек
Песня «Chikni Chameli» является хинди-язычной кавер-версией песни на маратхи «Kombdi Palali» из фильма Jatra, сочиненной теми же композиторами. Позже Шрея Гхошал рассказала, что когда она пела эту песню, то почувствовала «что её не уместно» петь из-за вульгарных слов в тексте, и создатели должны изменить текст.
Вся музыка написана дуэтом композиторов Аджай-Атул.
| №  | Название               | Исполнители                                      | Длительность |
| -- | ---------------------- | ------------------------------------------------ | ------------ |
| 1. | «Chikni Chameli»       | Шрея Гхошал                                      | 5:03         |
| 2. | «Shah Ka Rutba»        | Сукхвиндер Сингх, Ананд Радж Ананд, Кришна Беура | 5:23         |
| 3. | «O Saiyyan»            | Руп Кумар Ратод                                  | 4:38         |
| 4. | «Abhi Mujh Mein Kahin» | Сону Нигам                                       | 6:04         |
| 5. | «Gun Gun Guna»         | Сунидхи Чаухан, Удит Нараян                      | 4:36         |
| 6. | «Deva Shree Ganesha»   | Аджай Гогавале                                   | 5:56         |

## Награды и номинации
Filmfare Awards
- Номинация Лучшая мужская роль — Ритик Рошан[48]
- Номинация Лучшая мужская роль второго плана — Риши Капур[48]
- Номинация Лучшие слова к песне для фильма — Амитабх Бхаттачария[48] («Abhi Mujh Mein Kahin»)
- Номинация Лучший мужской закадровый вокал — Сону Нигам[48] («Abhi Mujh Mein Kahin»)
- Номинация Лучший женский закадровый вокал — Шрея Гхошал[48] («Chikni Chameli»)

IIFA Awards
- Лучший актёр в отрицательной роли — Риши Капур[49]
- Лучшие слова к песне для фильма — Амитабх Бхаттачария[49] («Abhi Mujh Mein Kahin»)
- Лучший мужской закадровый вокал — Сону Нигам[49] («Abhi Mujh Mein Kahin»)
- Лучший женский закадровый вокал — Шрея Гхошал[49] («Chikni Chameli»)
- Лучшая хореография — Ганеш Ачария[49] («Chikni Chameli»)